# Lagoa Seca (Pico)
Der Lagoa Seca ist ein Kratersee auf der Azoreninsel Pico. Er liegt im Naturschutzgebiet Reserva Florestal Natural do Prainha auf 790 m Höhe am Fuße des Cabeço da Cruz (945 m) und nur etwa 300 m vom Lagoa do Caiado entfernt. Der eutrophe See ist etwa zwei Meter tief und bedeckt eine Fläche von 0,52 ha.